# Christopher Gorham

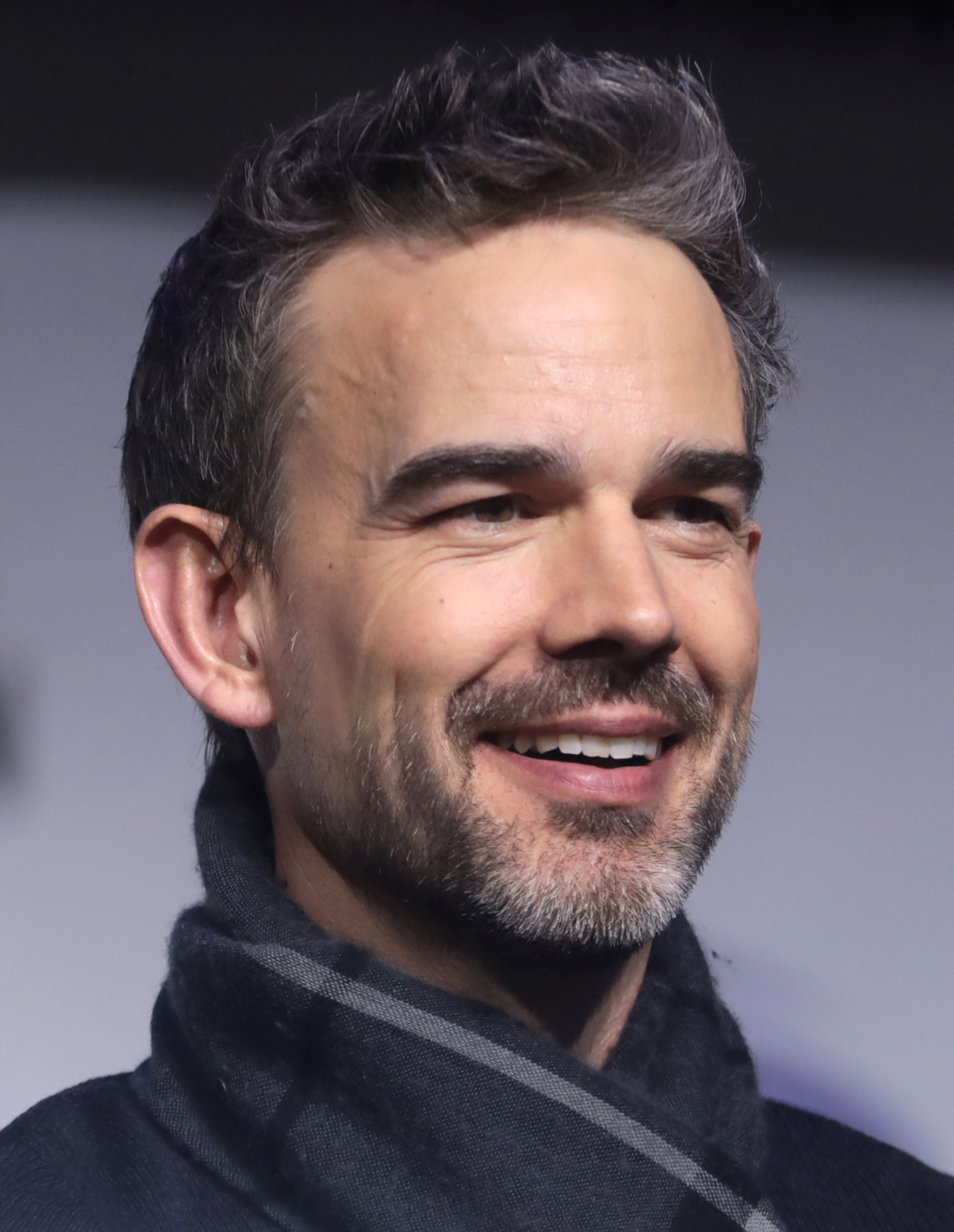
Christopher Gorham, 2023

Christopher „Christoph“ Gorham (* 14. August 1974 in Fresno, Kalifornien) ist ein US-amerikanischer Schauspieler.

## Leben und Karriere
Christopher Gorham wuchs in Fresno auf, wo er die Roosevelt School of the Arts besuchte, zog aber später nach Los Angeles, um dort an der University of California seinen Abschluss in Film und Theater zu machen.
Nach einigen Gastauftritten in Serien wie Party of Five und Felicity sowie in dem Film Dean Quixote erhielt Gorham 2002 seine erste Serienhauptrolle in Odyssey 5. Danach hatte er jedoch kein Glück mit weiteren Fernsehprojekten. Sowohl Odyssey 5 als auch die nachfolgenden Serien Jake 2.0, Medical Investigation und Out of Practice, in denen er mitwirkte, wurden wegen enttäuschender Einschaltquoten vorzeitig abgesetzt.
In der ersten und zweiten Staffel der Serie Alles Betty! spielte er ebenfalls mit. Für die Dreharbeiten der dritten Staffel wurde der Drehort verlegt, und Gorham verließ die Serie, kehrte jedoch zum Ende der dritten Staffel wieder zurück. Nach der vierten Staffel wurde die Serie eingestellt. Von 2010 bis 2014 spielte er den blinden CIA-Agent August „Auggie“ Anderson in der Action- und Dramaserie Covert Affairs.
Seit 2000 ist er mit Anel Lopez verheiratet und Vater zweier Söhne. Im Januar 2009 kam das dritte Kind, ein Mädchen, zur Welt.

## Filmografie
- 1997: Lebe lieber ungewöhnlich (A Life Less Ordinary)
- 1997–1998: Party of Five (Fernsehserie, 4 Folgen)
- 1998: Buffy – Im Bann der Dämonen (Buffy, Fernsehserie, Folge 2x19)
- 1999–2001: Popular (Fernsehserie, 43 Folgen)
- 2000: Dean Quixote
- 2001: The Other Side of Heaven
- 2001–2002: Felicity (Fernsehserie, 8 Folgen)
- 2002: CSI: Den Tätern auf der Spur (CSI: Crime Scene Investigation, Fernsehserie, Folge 3x17)
- 2002–2004: Odyssey 5 (Fernsehserie, 19 Folgen)
- 2003: Without a Trace – Spurlos verschwunden (Without a Trace, Fernsehserie, Folge 1x19)
- 2003–2004: Jake 2.0 (Fernsehserie, 16 Folgen)
- 2004–2005: Medical Investigation (Fernsehserie, 20 Folgen)
- 2005–2006: Out of Practice – Doktor, Single sucht … (Out of Practice, Fernsehserie, 21 Folgen)
- 2007–2008: Alles Betty! (Ugly Betty, Fernsehserie, 35 Folgen)
- 2009: Harper’s Island (Fernsehserie, 13 Folgen)
- 2010: My Girlfriend’s Boyfriend
- 2010–2014: Covert Affairs (Fernsehserie, 75 Folgen)
- 2014: Once Upon a Time – Es war einmal … (Once Upon a Time, Fernsehserie, 3 Folgen)
- 2014: Justice League: War (Stimme)
- 2015: Justice League: Throne of Atlantis (Stimme)
- 2016: Justice League vs. Teen Titans (Stimme)
- 2016: Heartbeat (Fernsehserie, 2 Folgen)
- 2017: The Magicians (Fernsehserie, 3 Folgen)
- 2017: 2 Broke Girls (Fernsehserie, 8 Folgen)
- 2017: Ein Autor zum Verlieben (We Love You, Sally Carmichael!)
- 2018–2019: Insatiable (Fernsehserie, 22 Folgen)
- 2019: The Other Side of Heaven 2: Fire of Faith
- 2019: Modern Family (Fernsehserie, eine Folge)
- 2020: One Night in Miami
- 2022: The Lincoln Lawyer (Fernsehserie, 10 Folgen)
- 2023: Accused (Fernsehserie, eine Folge)
- 2023: Navy CIS: L.A. (Fernsehserie, Folge 14x17)
- 2025: Georgie & Mandy (Georgie & Mandy’s First Marriage, Fernsehserie, 2 Folgen)